# Pseudobolivarita
Pseudobolivarita is een kevergeslacht uit de familie van de boktorren (Cerambycidae). De wetenschappelijke naam van het geslacht werd voor het eerst geldig gepubliceerd in 2003 door Sama & Orbach.

## Soorten
Pseudobolivarita is monotypisch en omvat slechts de volgende soort:
- Pseudobolivarita negevensis Sama & Orbach, 2003